# Richard Wagner (Bürgermeister)
Richard Wagner (* 19. Jahrhundert in Sterkrade; † nach 1929) war ein deutscher Politiker und der neunzehnte und letzte Bürgermeister der seinerzeit noch selbstständigen Bürgermeisterei Ronsdorf im Landkreis Lennep in der zu Preußen gehörenden Rheinprovinz.
Wagner, aus Sterkrade stammend, wurde am 13. Juni 1924 als Nachfolger von August Staas zum Bürgermeister der Stadt Ronsdorf gewählt, die Amtseinführung erfolgte am 29. August 1924. Er hatte dieses Amt bis 1929 inne, dem Zeitpunkt der Eingemeindung in die neu gegründete Großstadt Wuppertal.